# Tillandsia viridiflora
Tillandsia viridiflora är en gräsväxtart som först beskrevs av Johann Georg Beer, och fick sitt nu gällande namn av John Gilbert Baker. Tillandsia viridiflora ingår i släktet Tillandsia och familjen Bromeliaceae.

## Underarter
Arten delas in i följande underarter:
- T. v. variegata
- T. v. viridiflora

## Bildgalleri

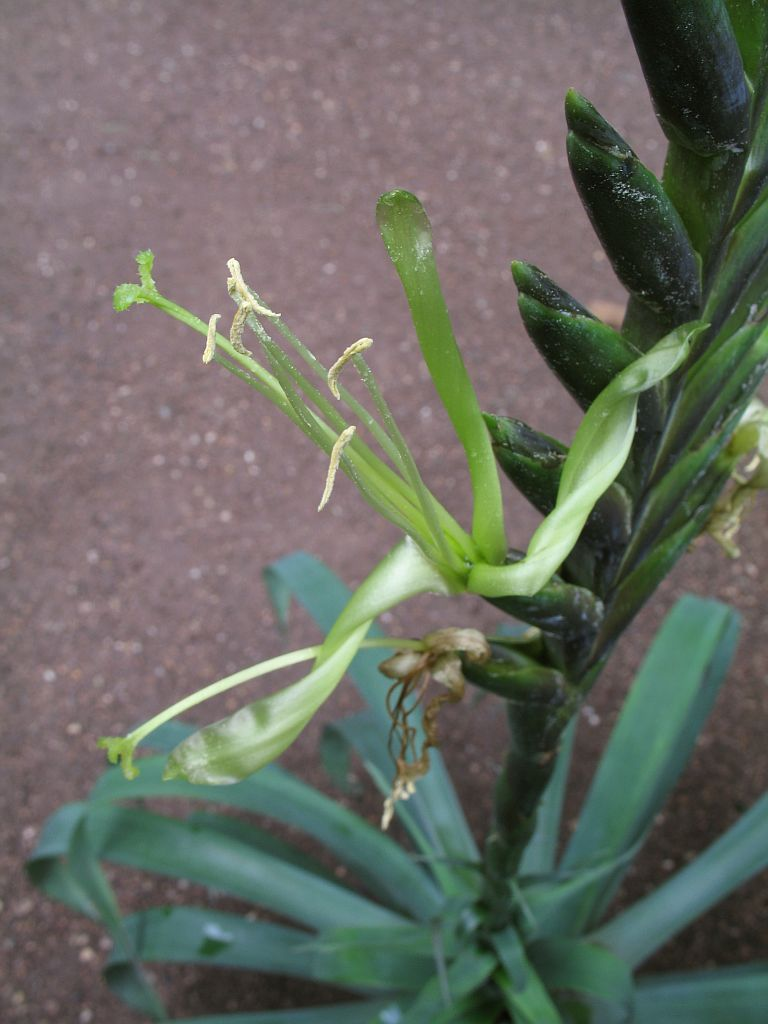
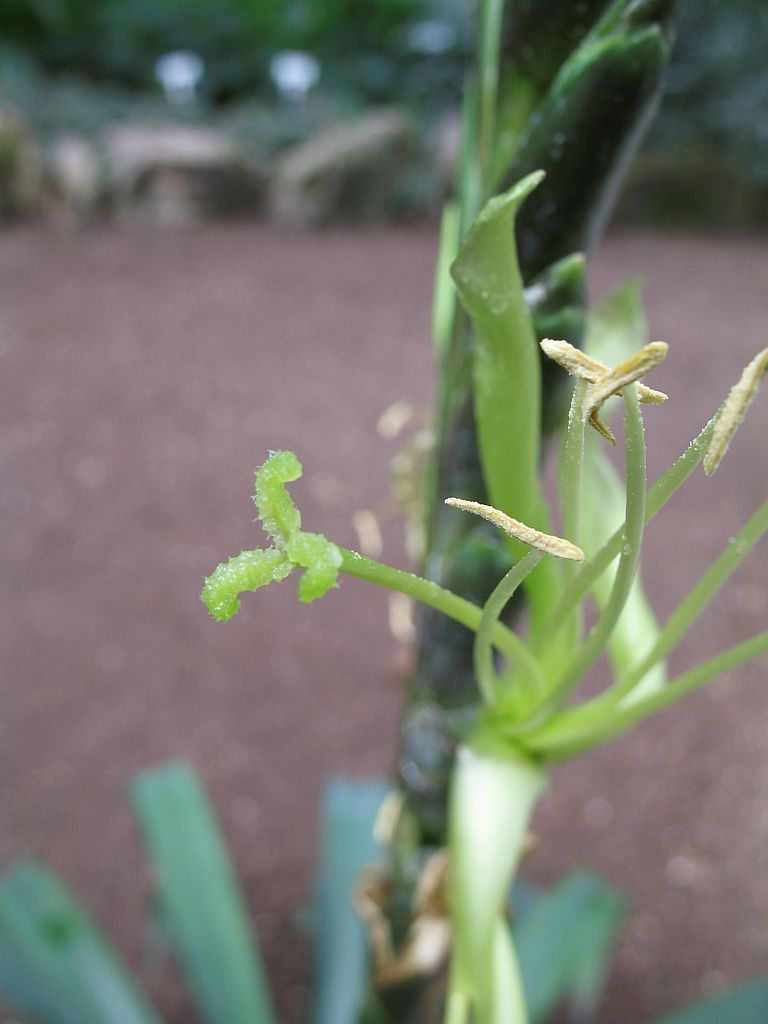
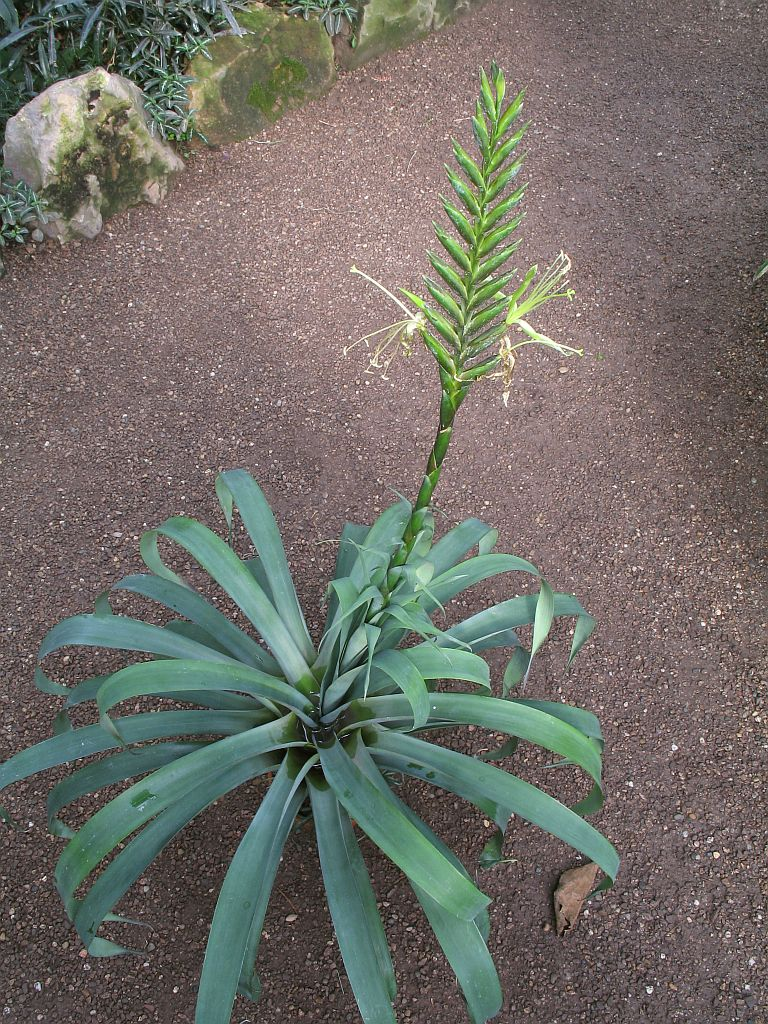
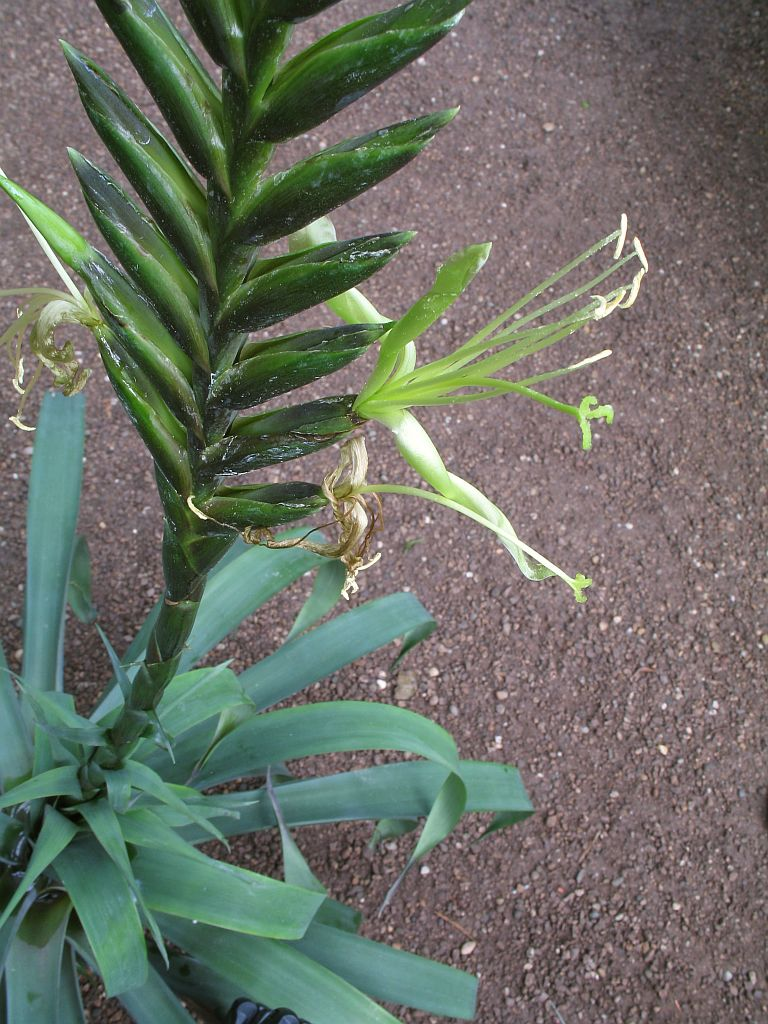